# Illettrisme
 (mars 2023).
 (septembre 2024).
L'illettrisme est l'état d'une personne qui a été instruite (par scolarisation ou un autre moyen) mais qui ne maîtrise pas ou plus la lecture, l'écriture et le calcul. L'illettrisme relève de l'accès au sens des écrits : le texte que l'illettré ne comprend pas lui est accessible lorsqu'il lui est lu. L'illettrisme engendre souvent des problèmes d'autonomie, et parfois d'employabilité.
Les notions voisines d'innumérisme et d’illectronisme s'appliquent respectivement aux personnes ayant des difficultés à maîtriser les nombres, le raisonnement et le calcul ; et à celles rencontrant des difficultés à utiliser des outils numériques. 
Les difficultés avec les compétences de bases (lire, écrire, compter) sont souvent doublées d'une difficulté à utiliser les bases du numérique. 

## Définition
Le mot illettrisme est un néologisme créé en 1978 à partir du terme illettré (issu lui-même du latin illitteratus, qui signifie « sans instruction »), afin de désigner les seuls Français sortis en situation d'échec de l'école, ayant une connaissance insuffisante de l'écrit, faute de pratique, et de les différencier des autres catégories de personnes en difficulté avec la langue.
En 1995, le Groupe permanent de lutte contre l'illettrisme (GPLI) propose la définition suivante : « Le GPLI considère comme relevant de situations d’illettrisme, des personnes de plus de seize ans, ayant été scolarisées, et ne maîtrisant pas suffisamment l’écrit pour faire face aux exigences minimales requises dans leur vie professionnelle, sociale, culturelle et personnelle. Ces personnes qui ont été alphabétisées dans le cadre de l’école, sont sorties du système scolaire en ayant peu ou mal acquis les savoirs premiers pour des raisons sociales, familiales ou fonctionnelles, et n’ont pu user de ces savoirs et/ou n’ont jamais acquis le goût de cet usage. Il s’agit d’hommes et de femmes pour lesquels le recours à l’écrit n’est ni immédiat, ni spontané, ni facile, et qui évitent et/ou appréhendent ce moyen d’expression et de communication ».
En 2003, l'ANLCI reformule la définition : « L’illettrisme qualifie la situation de personnes de plus de 16 ans qui, bien qu'ayant été scolarisées, ne parviennent pas à lire et comprendre un texte portant sur des situations de leur vie quotidienne, et/ou ne parviennent pas à écrire pour transmettre des informations simples. Pour certaines personnes, ces difficultés en lecture et écriture peuvent se combiner, à des degrés divers, avec une insuffisante maîtrise d'autres compétences de base comme la communication orale, le raisonnement logique, la compréhension et l’utilisation des nombres et des opérations, la prise de repères dans l’espace et dans le temps, etc.
Malgré ces déficits, les personnes en situation d'illettrisme ont acquis de l'expérience, une culture et un capital de compétences en ne s'appuyant pas ou peu sur la capacité à lire et à écrire. Certaines ont pu ainsi s'intégrer à la vie sociale et professionnelle, mais l'équilibre est fragile, et le risque de marginalisation permanent. D'autres se trouvent dans des situations d'exclusion où l'illettrisme se conjugue avec d'autres facteurs. »

## Histoire du concept
En 1977, le père Joseph Wresinski, fondateur d'ATD Quart Monde et inventeur du mot, lance un défi : « […] que dans dix ans, il n'y ait plus un seul illettré dans nos cités. Que tous aient un métier en mains. Que celui qui sait apprenne à celui qui ne sait pas. » Dans le rapport moral du mouvement ATD quart monde, publié en 1978, il invente le mot « Illettrisme ». Le mot est préféré à celui d'« analphabétisme », jugé péjoratif, et le mot « alphabétisation » est abandonné car utilisé pour les immigrés alors que le père Wresinski constate que les personnes rencontrées dans les cités et autres bidonvilles, qui sont en difficulté avec la langue sont souvent d'origine française et scolarisées en France.
Selon Bernard Lahire, l'illettrisme est un concept franco-français,. Il segmente ce qu'il est convenu d'appeler analphabétisme fonctionnel (notamment par l'UNESCO) en distinguant les personnes en difficulté de maîtrise de la langue vernaculaire selon leur origine. Ce concept ne s'est pas répandu à l'étranger, pas même dans les pays francophones. Son invention résulte de la prise de conscience, en France, que la difficulté de maîtrise de la langue française n'est pas réservée aux allophones et aux analphabètes, elle touche aussi les personnes ayant été scolarisées.
Auparavant, la définition de l'UNESCO de l'analphabétisme ne permettait pas de faire cette distinction, mais la définition de l'UNESCO n'a pas été modifiée.
Le concept fut ensuite développé pour aboutir à la création en 1984 du GPLI groupe permanent de lutte contre l'illettrisme puis en 2000 de l'ANLCI Agence nationale de lutte contre l'illettrisme. Le mot fut redéfini en 2003 par l'ANLCI, puis « Agir ensemble contre l’illettrisme » fut Grande cause nationale 2013.

## Causes et conséquences
La ruralité, la pauvreté et le manque de développement du système éducatif d'un pays sont parmi les principaux facteurs d'illettrisme dans sa population. Ainsi, les pays du tiers-monde dans le monde arabe, l'Amérique centrale et l'Afrique subsaharienne ont le taux d'illettrisme le plus élevé, tandis qu'en Europe, aux États-Unis et au Japon, ce taux est le plus faible.
Au XIXe siècle, Max Weber et Auguste Comte ont émis l'hypothèse que la disparition de l'illettrisme allait de pair avec la fin des religions. Or, à la suite des interrogations d'André Malraux, les sociologues modernes ont remis en question la thèse de la fin des religions, notamment en observant la situation aux États-Unis, où le sentiment religieux demeure fort malgré le niveau d'instruction élevé des habitants.
Dans les pays occidentaux, comment expliquer le fait qu’il y ait encore aujourd’hui des adultes illettrés alors que l’école est obligatoire depuis plus de 80 ans ?
L’illettrisme est un phénomène complexe. Les causes sont multiples et souvent cumulées dans l’histoire d’un individu :
- Rapport qu’entretient la famille avec l’école : De manière générale, l’attitude des parents face à l’écrit participe à la valorisation ou à la dévalorisation du mode de communication mis en avant dans l’apprentissage scolaire.
- Corrélation entre les chances de réussite scolaire et le milieu socioéconomique d’origine de l’élève : Si l’enseignement s’est progressivement démocratisé en s’ouvrant aux élèves d’origines sociales diverses, cette ouverture cache de fortes inégalités dans les chances de réussite. Vu sous cet angle, l’École n’est pas « producteur » d’illettrisme mais plutôt reproducteur de positions sociales.
- Enseignement inadéquat : L’enseignement peut faire obstacle à l’apprentissage de la lecture lorsqu’il manque de souplesse et n’est pas adapté aux conditions d’apprentissage de chaque enfant.
- Difficultés personnelles : Des problèmes relevant de la médecine ou de la psychologie peuvent troubler la scolarité d’un individu.
- Compétences oubliées : Faute d’entraînement et de pratique, certaines personnes désapprennent la lecture et l’écriture.
- Contextes sociaux défavorables à la maîtrise des savoirs de base : Parmi les facteurs socioculturels jouant sur la maîtrise de l’écrit, on retrouve, par exemple, le statut de la langue orale et écrite dans le milieu familial et social de l’enfant, l’importance que prend l’image à travers les médias par rapport à l’écrit…
- Facteurs socio-historiques et géopolitiques : Conflits, guerres, exodes sont des évènements qui ont des répercussions sur l’apprentissage des enfants, soit par un arrêt de la scolarité, soit par des traumatismes psychologiques ou des drames familiaux.
- Augmentation des exigences de la société : L’illettrisme est à considérer comme un problème qui va en s’aggravant. La société exige de plus en plus de compétences liées à l’information écrite et les places de travail ne demandant pas l’utilisation de l’écrit se font de plus en plus rares[12].

Les difficultés de lecture et d'écriture rendent l'insertion de l'adulte illettré dans son groupe et dans la société en général très difficile, notamment pour l'accès au marché du travail.
Bien parler une langue mais ne pas savoir l’écrire reste difficile à dire et provoque un sentiment de honte qui est un frein à un retour en apprentissage pour les adultes. Cependant diverses associations se mobilisent pour lever le tabou.
Par exemple, en Belgique, une association a réalisé en 2010 une campagne de sensibilisation du public.
En France, le collectif « Agir ensemble contre l’illettrisme » qui regroupe 65 organisations nationales (du monde de l’éducation, de l’entreprise, de l’insertion, de la culture, de l’action sociale, des associations...) fédérées par l’Agence nationale de lutte contre l'illettrisme (ANLCI), qui avait présenté une candidature pour que l’illettrisme soit reconnu Grande Cause nationale de l'année 2013, travaille à sensibiliser le maximum de Français au phénomène de l'illettrisme.

## Prévalence

### Amérique

#### Canada

##### Québec
Des études réalisées sur l'illetrisme au Québec indiquent que 19 % des Québécois sont illetrés et qu'une proportion encore plus importante (34,3 %) de Québécois sont des illettrés fonctionnels, c'est-à-dire qu'ils ont des habiletés de base en lecture mais qu'ils n'ont pas acquis les compétences nécessaires pour lire des textes complexes, des compétences pourtant requises dans une économie développée du XXIe siècle.

### Asie

#### Région autonome du Tibet (Chine)
Après ce que Catriona Bass qualifie de retour du Tibet central dans le giron chinois, entériné par la signature de l'accord en 17 points sur la libération pacifique du Tibet en 1951, les sources officielles chinoises estimaient le taux d'analphabétisme à 90%.
En 2001, le taux « d'illettrés et de semi-illettrés parmi les jeunes et les adultes » au Tibet était de 39 % selon le Quotidien du Peuple.
En 2004, selon des études officielles dont fait état l'économiste Andrew Martin Fischer, environ 41 % des résidents permanents adultes urbains de la région autonome du Tibet étaient illettrés. Ce taux d'analphabétisme était exceptionnel en Chine.
Selon le livre blanc publié par le Bureau d'information du Conseil d'État en juillet 2011, le taux d'analphabétisme chez les jeunes et les personnes d'âge mûr est tombé de 95 % à 1,2 % en six décennies,.

### Europe
En 1995, une étude contestée de l'OCDE, Littératie, économie et société, effectuée dans plusieurs pays développés, indiquait que la proportion de personnes de 16 à 65 ans éprouvant des difficultés pour l'écriture, la lecture, ou l'utilisation des informations aurait été de 40,1 % en France (la France étant classée avant-dernière juste devant la Pologne), 20,7 % aux États-Unis, 16,6 % au Canada, 14,4 % en Allemagne, 10,5 % aux Pays-Bas, et 7,5 % en Suède. Cette étude, qui ne portait pas exactement sur l'illettrisme mais sur la littératie, c'est-à-dire, de façon plus générale et d'après l'OCDE, sur « l'aptitude à comprendre et à utiliser l'information écrite dans la vie courante, à la maison, au travail et dans la collectivité en vue d’atteindre des buts personnels et d'étendre ses connaissances et ses capacités », n'a pas été diffusée par les autorités publiques en France,qui avaient un doute sur la validité des résultats. Une analyse ultérieure a montré deux grands biais susceptibles d'affecter les comparaisons entre pays, le premier provenant de problèmes de traduction ou de formulation des questions posées — ainsi, à partir d'une même carte de prévisions météo pour le week-end, les Américains devaient relever le temps qu'il ferait « durant le week-end », tandis que les Français, qui devaient relever le temps qu'il ferait « durant la semaine » obtenaient plus de réponses fausses car il tentaient de déduire la météo de la semaine entière. Les auteurs de l'analyse ont constaté un autre biais entre départements français sur la motivation à répondre, qui pouvait fortement modifier les résultats, et ont extrapolé que le même biais pouvait s'appliquer entre pays.
| Pays        | 2010   |
| ----------- | ------ |
| Pays-Bas    | < 15 % |
| Suède       | < 15 % |
| Danemark    | 15,2 % |
| Portugal    | 17,6 % |
| Royaume-Uni | 18,4 % |
| Allemagne   | 18,5 % |
| Espagne     | 19,6 % |
| France      | 19,8 % |
| Italie      | 21 %   |

Le taux d'illettrisme dans la population carcérale est estimé, en France, à 40 %. En Belgique, 75 % des détenus sont sans diplôme ou ont, pour unique diplôme, le certificat d'études de base (fin du cycle primaire).

#### Belgique
Une série d'indices montrent qu'en Belgique le taux de personnes analphabètes (ou illettrées) tourne autour de 10 %, mais il n'y a pas d'étude approfondie sur les compétences des adultes. La situation en Belgique serait la même que dans tous les pays industrialisés. Néanmoins, la Belgique présente des particularités liées à la diversité des langues officielles (français, néerlandais et allemand), en plus de l'usage du wallon et des autres dialectes. Cet aspect doit amener à étudier le phénomène de l'illettrisme en considérant la communauté linguistique dans laquelle il se présente.

#### France
En France, selon une enquête de l'Institut national de la statistique et des études économiques (INSEE) réalisée entre 2011 et 2012, 7 % (soit environ 3 100 000 personnes) de la population française adulte âgée de 18 à 65 ans et ayant été scolarisée en France sont illettrés, soit 2 points de moins qu'en 2004. 6 % de ceux qui exercent une activité professionnelle et 10 % des demandeurs d’emploi sont confrontés à l’illettrisme. Cette même enquête montre qu'au total 11 % de la population française adulte âgée de 18 à 65 ans sont en « situation préoccupante face à l'écrit », 7 % sont illettrés et 4 % sont d'origine étrangère ou non scolarisés. Selon l'Agence nationale de lutte contre l'illettrisme (ANLCI), 2 500 000 personnes (soit toujours 7 %) de la population française adulte âgée de 18 à 65 ans sont illettrées en 2018. En 2022, ce chiffre tombe à 4 %, toujours d'après l'ANLCI.
L'illettrisme touche plus les hommes (60,5 %) que les femmes (39,5 %). La proportion de personnes illettrées est relativement faible chez les jeunes (4 % des jeunes de 18 à 25 ans) mais plus importante chez les générations précédentes (53 % des illettrés ont plus de 45 ans). Ce taux important d'illettrisme n'empêche pas certaines de ces personnes d'avoir un emploi, 51 % étant dans la vie active et 23,5 % au chômage, en formation ou en inactivité. Cependant, 20 % des allocataires du revenu minimum d'insertion (RMI) sont en situation d'illettrisme.
Concernant la répartition géographique, il n'y a pas de différence notable entre les zones rurales et urbaines, même si dans les quartiers prioritaires, le taux d'illettrisme est deux fois plus important (14 %) que dans la population générale (7 %).
Une autre statistique issue des enquêtes réalisées lors des journées défense et citoyenneté montre que « En 2018, 11,5 % des jeunes participants à la journée défense et citoyenneté (JDC) rencontrent des difficultés dans le domaine de la lecture. La moitié d’entre eux peut être considérée en situation d’illettrisme. Par ailleurs, près d’un jeune sur dix a une maîtrise fragile de la lecture ». C'est plutôt dans les départements de la moitié nord de la France que l'on rencontre les plus de jeunes qui rencontrent des difficultés dans le domaine de la lecture : Aisne (17,2 %), Somme (15,4 %), Nièvre (15,3 %), Charente (15,2 %), alors que c'est à Paris que le taux est le plus bas (6 %).
L'illettrisme a été déclaré Grande Cause nationale de l'année 2013.

#### Suisse
Le dernier rapport national sur les compétences de base des adultes mentionne que 16 % des Suisses ont de grandes difficultés en lecture et écriture.
Dans une société prônant l’efficacité et la rapidité, ne pas savoir suffisamment lire et écrire est un facteur évident d’exclusion économique, sociale et culturelle. Une étude effectuée en 2007 démontre que l’illettrisme a un coût estimé à plus d’un milliard de francs par année en Suisse, en raison, notamment, du taux de chômage accru chez les personnes concernées.

## Autres aspects de l’illettrisme

### Un autre aspect de l’illettrisme: laumiyyahou virginité spirituelle
Dans son article Le saint illettré dans l'hagiographie islamique, Michel Chodkiewicz fait apparaître un autre aspect sous lequel peut être envisagé l'illettrisme, notamment dans l'ésotérisme islamique, en mentionnant le cas de plusieurs spirituels illettrés célèbres, comme le fameux wâlî marocain Sidi Abd el-Aziz al-Dabbagh, qui, depuis son « illumination », avait parfaitement réponse à tout, « bien qu'il fût illettré ».